# Oxyrhachis sinensis
Oxyrhachis sinensis är en insektsart som beskrevs av Yuan och Tian 1993. Oxyrhachis sinensis ingår i släktet Oxyrhachis och familjen hornstritar. Inga underarter finns listade i Catalogue of Life.